# Padhajszczyna
Padhajszczyna (biał. Падгайшчына; ros. Подгайщина, Podgajszczina) – wieś na Białorusi, w obwodzie witebskim, w rejonie orszańskim, w sielsowiecie Zabałaccie.